# Държава на всеобщото благоденствие
Държава на всеобщото благоденствие (на английски: welfare state) е социално-икономическа концепция, според която държавата играе ключова роля в защитата и развитието на икономическото и социално благополучие на своите граждани. Тя се основава на принципите на равенство на възможностите, справедливо разпределение на богатството и отговорност на обществото за онези, които не могат да си осигурят минимални условия за достоен живот.
Този общ термин обхваща различни форми на икономическа и социална организация. Социологът Томас Маршал (на английски: Thomas Humphrey Marshall) определя държавата на всеобщото благоденствие като особено съчетание на демокрация, икономическо благосъстояние и капитализъм. Като правило в такъв модел общото богатство се преразпределя чрез прогресивно данъчно облагане, благодарение на което гражданите, независимо от своя доход, получават като безплатна услуга средно (често и висше) образование и здравеопазване, а към социално слабите са насочени специални програми за социална помощ.
Концепцията основно се спира на сравнителен и исторически социално-икономически анализ на пътищата, по които се развиват Германия и Великобритания, като социални държави. В същото време появата на съвременната социална държава се свързва главно с въвеждането на кейнсиански модел на политика на т.нар. социално ориентиран капитализъм, провеждана при управлението на социалдемократически партии.
Като синоними се използват и термините социална държава (на немски: Sozialstaat, преди всичко в Германия, Италия и Русия), „държава покровител“ или „държава закрилник“ (Франция), „дом за народа“ (в скандинавските страни). Макар че понятията „държава на всеобщото благоденствие“ и „социална държава“ често се отъждествяват, първото е по-общо.
Концепцията за държавата на всеобщото благоденствие налага повсеместно модела на общественото осигуряване.

## История
Терминът за „социална държава“ се налага по времето на консервативните реформи на Ото фон Бисмарк (виж „Пруски социализъм“), за да се изведе от него през 1850 г. и другия на т.нар. „държавен социализъм“ (Лоренц фон Щайн).